# Graptomyza okawai
Graptomyza okawai är en tvåvingeart som beskrevs av Tokuichi Shiraki 1956. Graptomyza okawai ingår i släktet Graptomyza och familjen blomflugor. Inga underarter finns listade i Catalogue of Life.